# کلیسای جامع سانتا ائولالیا
کلیسای جامع شهیدانهٔ سانتا ائولالیای مِریدا (اسپانیایی: La basílica martirial de Santa Eulalia de Mérida‎) یک بنای مذهبی در شهر مریدا است که به عنوان یکی از هسته‌های اصلی پیدایش مسیحیت در شبه‌جزیره ایبری شناخته می‌شود.
بر اساس پژوهش‌ها، این بنا نخستین معبد مسیحی است که پس از اعلام صلح توسط امپراتور کنستانتین بزرگ در هیسپانیا ساخته شد. این کلیسا به عنوان کلیسای جامع شهیدانه (Martyrial Basilica) به یاد قدیس «سانتا ائولالیای مریدا» بنا شد. از همین رو، در آغاز قرون وسطی، به مکانی زیارتی برای زائرانی از اروپای غربی و شمال آفریقا تبدیل شد. خبر شهادت سانتا ائولالیا به‌سرعت در سراسر امپراتوری روم گسترش یافت و کلیساهای بسیاری در اروپای غربی به احترام او و با استفاده از یادگارهای مقدس او ساخته شد.
تاریخ این کلیسا در دل تاریخ اسقف‌نشین کاتولیک مریدا-باداخوس جای دارد و با پاپ‌های واتیکان رابطه‌ای ویژه داشته است. بنای کنونی کلیسا در قرن سیزدهم توسط «فرقهٔ سانتیاگو» بر ویرانه‌های بنای اولیه ساخته شد تا به عنوان کلیسای رسمی این فرقه عمل کند. این کلیسای جامع تا پایان قرن نوزدهم، بخشی از «پاتریمونیوم پتری» یعنی املاک رسمی پاپ/واتیکان و میراث سریر مقدس به‌شمار می‌رفت.
این کلیسای جامع تحت عنوان مجموعه باستان‌شناسی مریدا در فهرست میراث جهانی یونسکو ثبت شده است و کد شناسایی آن ۶۶۴–۰۰۹ می‌باشد.
در فضای داخلی کلیسای جامع می‌توان تصاویر مذهبی مهمی مانند مجسمهٔ سانتا ائولالیای مقدس و تندیس «بانوی ما در رنج عظیم» را مشاهده کرد.

## تاریخچه

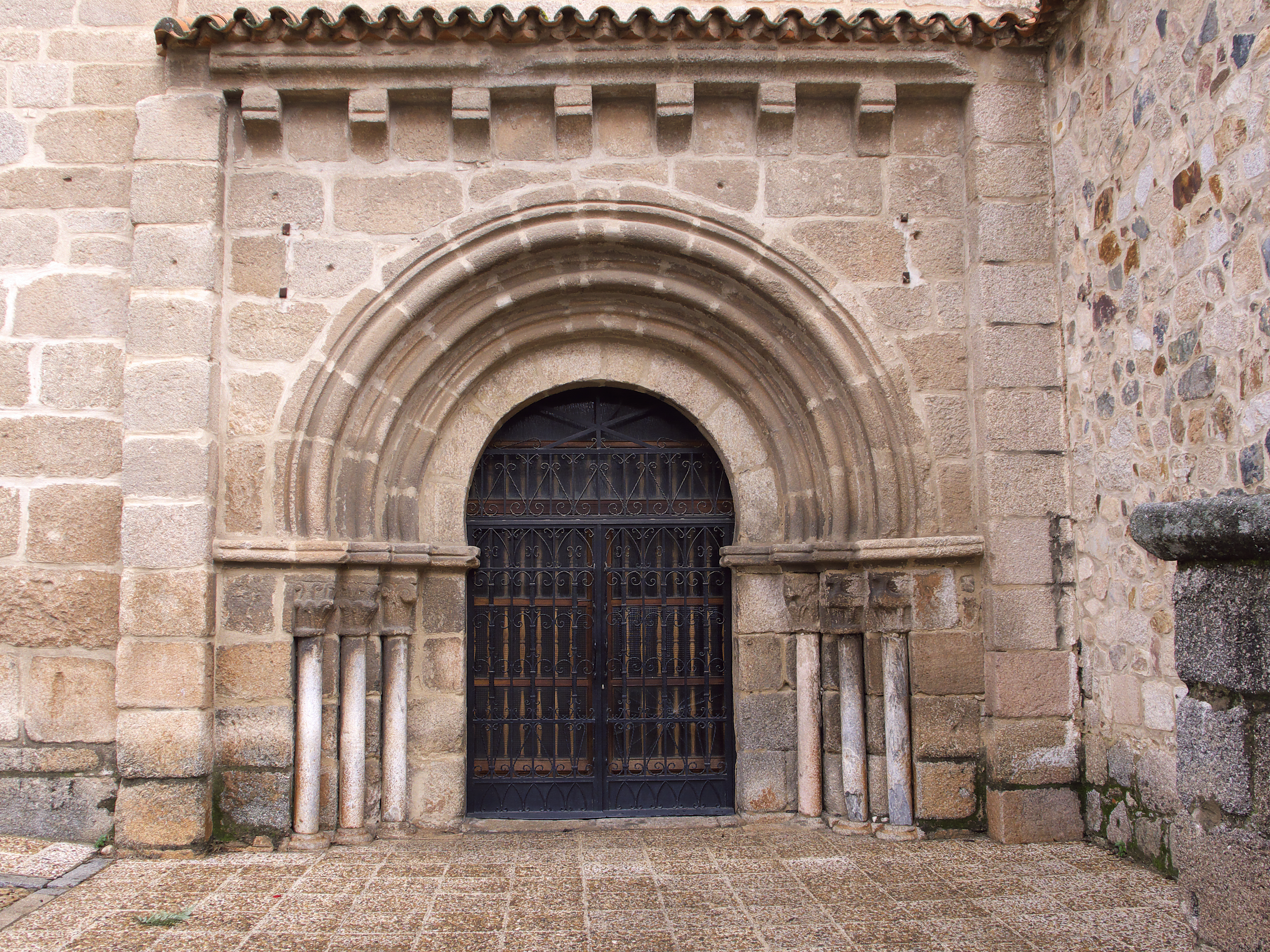
سردر رمانسک

این کلیسای جامع در بیرون از دیوارهای شهر باستانی مریدا ساخته شد. بنایی زیبا که در اصل در قرن چهارم میلادی، بر فراز تپهٔ تدفین سانتا ائولالیا و در نزدیکی محلی که طبق سنت، دختر شهید در آن قربانی شد، بنا گردید.
این معبد که به سبب شهادت سانتا ائولالیا در سراسر جهان مسیحیت شهرت یافت، به‌سرعت توسط اسقف‌ها و اسقف‌اعظم‌های مریدا توسعه و غنا یافت. اما با تهاجم مسلمانان، آسیب‌های زیادی به آن وارد شد و از آن همه مرمرهای باشکوه، موزاییک‌های کف‌پوش و سقف‌های طلایی نقاشی‌شده که شاعر پرودنتیوس در مدح‌شان سخن گفته بود، دیگر اثری باقی نمانده است.
بنای کنونی، در قرن سیزدهم میلادی، پس از بازپس‌گیری مریدا توسط آلفونسوی نهم بر پایهٔ نقشهٔ بنای اصلی و با استفاده از برخی مصالح بازیافتی آن ساخته شد.
این کلیسای جامع، افزون بر اهمیت مذهبی‌اش، از نظر تاریخی و معماری نیز ارزش بالایی دارد. در واقع، تنها بنای کاملاً قرون‌وسطایی باقی‌مانده در شهر مریداست. از ویژگی‌های برجستهٔ آن می‌توان به نماهای جانبی محراب اصلی و نیز درگاه سمت راست نمای کلیسا اشاره کرد که با سبک معماری رمانسک ساخته شده‌اند؛ سبکی که در ناحیهٔ اکسترمادورا چندان مرسوم نیست و در آن آغاز نفوذ عناصر گوتیک هم دیده می‌شود. در فضای داخلی، سقف چوبی تزئین‌شده (آرتسونادو) که طاق‌ها را می‌پوشاند، به همراه سرستون‌ها و ستون‌هایی که برخی از آن‌ها از معبد ویزیگوتی پیشین منتقل شده‌اند، بسیار چشم‌گیر هستند.

## مجموعهٔ کلیسایی

### گورابه

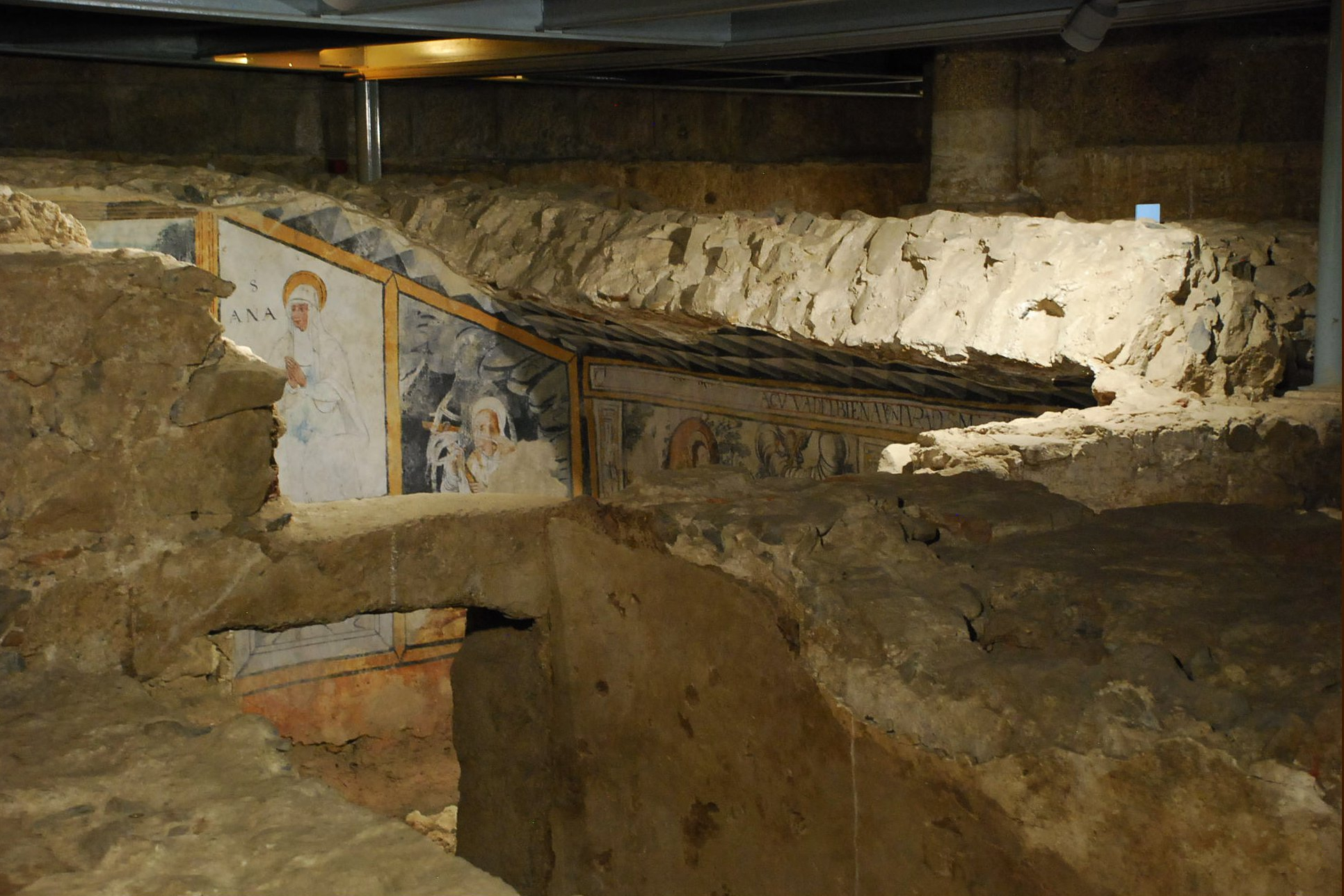
سردابه کلیسای اولیه مسیحی

حفاری‌هایی که از سال ۱۹۹۰ در زیرزمین کلیسای جامع سانتا ائولالیا انجام شده، منجر به کشف یک محوطهٔ زیرزمینی شگفت‌انگیز شد که امروزه برای بازدید عموم باز است. در این گورابه که بقایای ارزشمند رومی و ویزیگوتی در آن کشف شده‌اند، نخستین تپهٔ تدفینی یا آرامگاه یادمانی سانتا ائولالیا که به دورهٔ پایانی روم تعلق دارد، خودنمایی می‌کند. این تپه، پایه و محور ساخت کلیسای عظیم ویزیگوتی شد؛ کلیسایی که بخش فوقانی نمای جلویی آن از تمامی تهاجمات و ویرانی‌ها جان سالم به‌در برده و امروزه نیز پشت محراب اصلی کلیسا را مسدود می‌کند.
اطلاعات به‌دست‌آمده از کاوش‌های باستان‌شناسی، نخست وجود خانه‌های رومی متعلق به قرون ۱ تا ۳ میلادی را در این محل نشان می‌دهند. پس از متروکه شدن این فضا، در قرن چهارم میلادی، یک گورستان مسیحی (نکروپولیس) در آن ایجاد شد و در دل آن، گورپشته‌ای با هدف گرامیداشت سانتا ائولالیای مقدس ساخته شد. این بنا بعدها به عنوان هستهٔ اولیهٔ کلیسای بزرگی عمل کرد که در قرن پنجم میلادی بنا شد.

### هورنیتوی سانتا ائولالیا

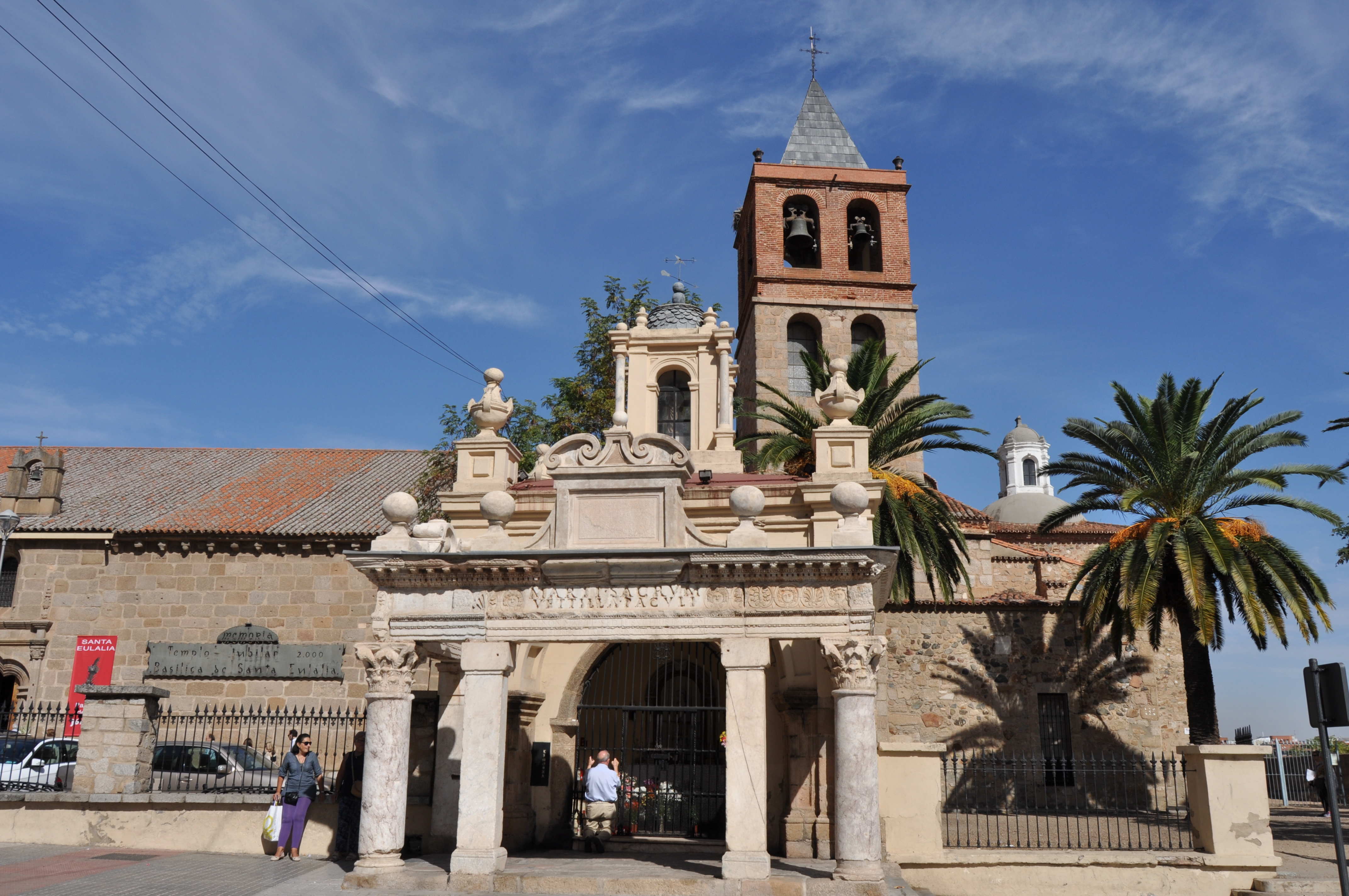
کلیسای رومی-مسیحی سانتا ائولالیا. در پیش‌زمینه، هورنیتوی سانتا ائولالیا، که از بقایای معبد مارس ساخته شده است، دیده می‌شود.

در حیاط جلویی کلیسای جامع سانتا ائولالیا، بنای معروفی به نام «هورنیتو» حفظ شده است؛ شناخته‌شده‌ترین مکان عامه‌پسند در شهر مریدا به دلیل پیوند عمیقش با آیین پرستش شهید مقدس ائولالیا. بر پایهٔ سنت محلی، این بنا در محل شهادت دختر نوجوانی از اهالی مریدا ساخته شده است. در واقع، این بنا یک نیایشگاه نذری (کاپیلا ووتیوا) است که برای استفادهٔ زائران طراحی شده بود تا بتوانند در هر ساعت از شبانه‌روز بدون نیاز به ورود به فضای داخلی کلیسای جامع، در برابر قدیسه نیایش کنند.
در ساخت این بنا، بقایای یک معبد رومی که به ایزد رومی مارس اختصاص داشت، مجدداً به‌کار رفته است. بر روی یکی از این قطعات می‌توان کتیبه‌ای به زبان لاتین مشاهده کرد که می‌گوید: MARTI SACRVM VETTILLA PACVLI (یعنی: وقف شده به مارس. وتیلا، همسر پاکولو)

### بنا
طرح معماری این بنا به‌شکل یک بازیلیکا است، با سه راهروی اصلی که به سه آبسه نیم‌دایره‌ای ختم می‌شوند. در قسمت جلویی، آثار برجای‌مانده از بازیلیکای نخستین دوران مسیحی و دورهٔ ویزیگوتی دیده می‌شود.
از بخش‌های شاخص آن می‌توان به نماهای جانبی محراب اصلی و نیز سقف چوبی تزئین‌شده (آرتسونادو) که گنبدها را می‌پوشاند، اشاره کرد. درگاه جنوبی نمای بیرونی کلیسا با سبک معماری رمانسک ساخته شده است.
طبق شواهدی که قوس نوک‌تیز نمای بیرونی نمازخانه ارائه می‌دهد، اصل بنا رمانسک بوده و در قرن هفدهم با افزودن تزئینات، چهره‌ای کاملاً باروک به خود گرفته است.

## اعطای عنوان کلیسای جامع صغیر
اگرچه در دوران معاصر، این کلیسا به‌صورت عامیانه بازیلیکا (کلیسای) نامیده می‌شد، اما به‌صورت رسمی تا دوران پاپی پاپ فرانسیس، عنوان کلیسای جامع صغیر را نداشت. این عنوان توسط «شورای عبادت الهی و نظم و انضباط در آیین‌های مقدس» به کلیسا اعطا شد. سند رسمی آن دارای تاریخ ۲۳ سپتامبر ۲۰۱۴ است و در تاریخ ۱۰ دسامبر ۲۰۱۴، مصادف با روز شهید و قدیسهٔ حامی شهر مریدا، سانتا ائولالیا، طی خطبه‌ای اعلام شد.